# АЕЦ „Палюел“
АЕЦ „Палюел“ е атомна електрическа централа, близо до френския град Палуел, Нормандия, департамент Сен Маритим. Централата, състояща се от 4 реактора с вода под налягане, се намира на около 40 км от град Диеп и има около 1250 постоянни работника. Вода от Ла Манша се използва за охлаждане. С инсталирана тотална мощност от 5.528 GW, електроцентралата е втората най-голяма във Франция и на 7 място в света. Произвежда около 32 TWh електричество на година.
В миналото е имало проблеми с охлаждането на централата заради блокирането на вода от Ла Манш.
| Реактор  | Тип | Нетна мощност | Обща мощност | Започнат        | Завършен          | Действащ от     | Закрит         |
| -------- | --- | ------------- | ------------ | --------------- | ----------------- | --------------- | -------------- |
| Палуел 1 | PWR | 1330 MW       | 1382 MW      | 15 август 1977  | 22 юни 1984       | 1 декември 1985 | 2025 планирано |
| Палуел 2 | PWR | 1330 MW       | 1382 MW      | 1 януари 1978   | 4 септември 1984  | 1 декември 1985 | 2025 планирано |
| Палуел 3 | PWR | 1330 MW       | 1382 MW      | 1 февруари 1979 | 30 септември 1985 | 1 февруари 1986 | 2026 планирано |
| Палуел 4 | PWR | 1330 MW       | 1382 MW      | 1 февруари 1980 | 11 април 1986     | 1 юни 1986      | 2026 планирано |